# Am Säumarkt 4 (Schwäbisch Hall)

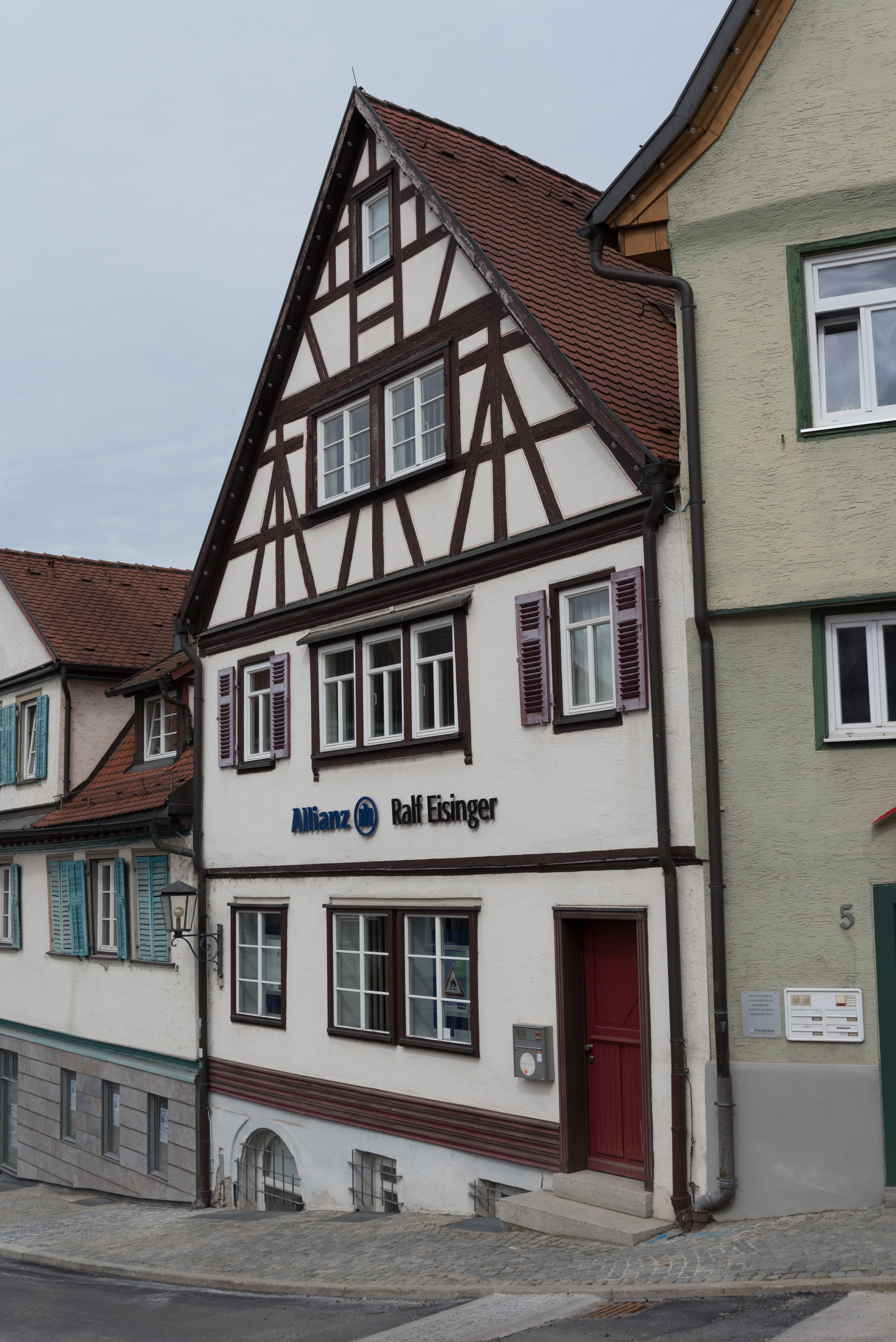
Am Säumarkt 4, August 2016

Das historische Gebäude Am Säumarkt 4 in Schwäbisch Hall geht auf eine historische Johanniterkapelle zurück.

## Beschreibung
Das Gebäude am Säumarkt 4 ist ein giebelständiges zweigeschossiges Fachwerkgebäude mit Satteldach. Die linke Haushälfte ist mit einem Gewölbekeller unterkellert.

## Geschichte
Im hohen Mittelalter bestand am Säumarkt noch eine andere Bebauung als heute. Der dort abgehaltene Tiermarkt ist mindestens so alt wie der Schwäbisch Haller Jacobimarkt, kann also bereits in die Zeit der Gründung der Jacobikirche um 1050 verortet werden. Zur Abwicklung des Tiermarktes bestanden im hohen Mittelalter verschiedene Gebäude, von denen heute im Wesentlichen nichts mehr vorhanden ist. Unter anderem muss ein Gebäude für das Marktgericht bestanden haben, ein weiteres Gebäude für den Waagmeister ist mehrfach urkundlich belegt. Die Urkunden berichten außerdem von einer Johanniterkapelle am Säumarkt, deren genaue Lokalisierung jedoch ähnlich wie bei den weiteren mittelalterlichen Marktgebäuden lange Zeit unmöglich war, bevor bautechnische Untersuchungen im Jahr 2003 Überreste der Kapelle im Haus Am Säumarkt 4 verorteten.
Die Kapelle war ein traufständiges, nicht unterkellertes Steingebäude am Säumarkt. Sie wurde vermutlich um 1200 erbaut und wurde vom Johanniterorden betreut, dem zur selben Zeit auch die Verwaltung des städtischen Spitals übertragen wurde. Ähnlich wie die Spitalkirche für die religiösen Belange der Pilger diente, wird die Kapelle am Säumarkt den durchreisenden Viehhändlern zur Verfügung gestanden haben. Als Kapelle mag der Bau ungefähr bis in die erste Hälfte des 14. Jahrhunderts bestanden haben. Die Betreuung der Kapelle fiel 1317/19 wie das Spital an die Stadt, die geistliche Nutzung wurde wohl zeitgleich mit der Spitalkirche 1323 aufgehoben. Über das weitere Schicksal der Kapelle fehlen bis ins 16. Jahrhundert jegliche Urkunden. Vermutlich diente sie zunächst als Magazin oder aber als Gebäude für den Waagmeister, dessen Sitz sich bisher noch in keinem der umliegenden Gebäude hat lokalisieren lassen.
Über die baulichen Veränderungen geben die Ergebnisse der Untersuchung von 2003 Auskunft. Zwischen 1480 und 1510 muss das links neben der Kapelle befindliche unterkellerte Gebäude abgebrannt sein. Vermutlich wurde bei diesem Brand auch die Kapelle in Mitleidenschaft gezogen, da man beim Wiederaufbau beide Grundstücke vereint und mit einem größeren, traufständigen Haus überbaut hat, in das der Keller des abgebrannten Nachbargebäudes und die Fundamente der Kapelle mit eingegangen sind. In der Südwestecke des heutigen Gebäudes sind noch Überreste der alten Mauern der Kapelle, nach Norden (über den alten Keller) und nach Osten (vormals unbebaut) hin wurde das Gebäude stark erweitert.
Als Besitzer des Gebäudes erscheint 1513 ein Volmar Schneck, dessen Epitaph sich bis ins 19. Jahrhundert hin in der Michaelskirche befand. Schneck starb 1527 als angesehener Bürger und wohlhabender Händler mit 64 Jahren und war wohl auch der Bauherr des heutigen Gebäudes. Ob er auch der Vorbesitzer des abgebrannten Nachbargebäudes war, ist unbekannt. Die Familie Schneck handelte im 16. Jahrhundert vor allem mit Spezereien. Das Haus am Säumarkt war Sitz ihres Handelshauses, das bis in die Zeit des Dreißigjährigen Krieges bestand. Die Reste des Unternehmens übernahm 1662 Andreas Opitz, der hauptsächlich mit Salz handelte. Da Opitz seinen Sitz in der Blockgasse hatte, hat er wohl nur Waren und Kontakte der Schnecks übernommen, nicht aber ihr Gebäude. 1712 gehörte das Haus am Säumarkt 4 dem Schreiner Johann Heinrich Traub. Spätestens er hat das Gebäude seinen Bedürfnissen nach nochmals umbauen lassen, so dass in der rückwärtigen (östlichen) Hälfte statt des dort wohl früher befindlichen Warenlagers eine Werkstatt eingerichtet wurde. Sein Urenkel Georg Heinrich Traub besaß das Gebäude 1827.
Um 1920 erfolgte der letztmalige Umbau des Gebäudes. In der Südwestecke wurde der heutige Eingang eingebaut, wobei nochmals Wandrelikte der früheren Kapelle verloren gingen. Ein bei den Bauarbeiten aufgefundener vermauerter Inschriftenstein mit einem Textfragment zur Jakobslegende wurde dem historischen Verein für dessen Sammlung im Gräterhaus übergeben, blieb damals jedoch für die Baugeschichte des Hauses am Säumarkt noch unbeachtet, da man ihn lediglich für eine vermauerte Spolie hielt, die sich nicht ursprünglich in dem Gebäude befunden habe.
Als 2003 die damaligen Besitzer des Gebäudes eine Sanierung der Heizungsanlagen im Erdgeschoss vornahmen, traten weitere Inschriftensteine in den außergewöhnlich starken Mauern zwischen dem Flur und den Wohnräumen zu Tage. Eine eingeleitete Untersuchung durch das Landesdenkmalamt erbrachte den Nachweis von hochmittelalterlichem Mauerwerk im Südwestbereich des Hauses sowie einen vermauerten frühgotischen Türgiebel, so dass sich aus den Relikten die bislang nur urkundlich bekannte Kapelle und ihre etwaigen Ausmaße rekonstruieren ließen.